# Коридорас чорноокий
Коридорас чорноокий (Corydoras sychri) — вид сомоподібних риб з роду Коридорас підродини Corydoradinae родини Панцирні соми. Інші назви «коридорас Сухра», «несправжній довгоносий коридорас». Інколи утримують в акваріумах.

## Опис
Загальна довжина сягає 4,3-5 см. Голова широка. Очі великі. Морда витягнута. Рот спрямовано додолу. Є 3 пари широких вусиків. Тулуб масивний, широкий. Спинний плавець щільний, з 1 жорстких і 7 м'яких променями. Грудні плавці звужені, з 1 жорстким променем. Черевні плавці широкі. Жировий плавець невеличкий. Анальний плавець помірно широкий. Хвостовий плавець увігнутий.
Забарвлення яскраве, сріблясто-білого кольору. Через очі проходить широка чорна смуга. Самі очі є чорними. Верхня частина тулуба та плавці наділена дрібними цяточками.

## Спосіб життя
Є демерсальною рибою. Воліє до прісної та чистої води. Утворює невеличкі групи. Активний переважно у присмерку та вночі. Живиться хробаками, комахами, дрібними ракоподібними, рештками рослин.
Нерест відбувається у сезон дощів. Самиця відкладає 2-4 яйця до черевних плавців, де їх протягом 30 сек. запліднює самець. Слідом за цим самиця приліплює запліднену ікру до листя або каміння. Загалом таким чином запліднюється та прикріплюється до 100 ікринок.

## Розповсюдження
Є ендеміком Перу. Поширений у басейні річки Нанай.

## Утримання в акваріумі
Зграйна риба, краще утримувати 4-5 особин. Довжина акваріума повинна становити не менше 50 см. Може жити при температурі вище +27 °C, але віддає перевагу температурі нижче +26 °C. Параметри води: рН 6,0-7,6, dH 2-18°.